# Choroba Thomsena
Choroba Thomsena, miotonia wrodzona Thomsena, miotonia Thomsena i Beckera (ang. Thomsen disease) – rzadkie, uwarunkowane genetycznie schorzenie mięśni szkieletowych charakteryzujące się przedłużającym się skurczem, z utrudnieniem rozkurczu. 
Choroba należy do grupy chorób, związanych z patologią kanałów jonowych nazywanych kanałopatiami. 
W chorobie Thomsena obserwuje się zjawisko poprawy po wykonaniu pierwszych kilku ruchów (warm up, efekt rozgrzewanie się).

## Symptomatologia
Chociaż objawy choroby mogą dotyczyć jakichkolwiek mięśni szkieletowych, to najczęściej zajęte są: mięśnie dłoni, kończyn dolnych, żwaczy i powiek. 
Klinicznie prezentuje się m.in. w następujący sposób:
- chory nie może rozluźnić na czas uścisku dłoni witając się,
- po zaciśnięciu powiek chory nie może ich przez jakiś czas otworzyć,
- chory nie jest w stanie wykonać pierwszego kroku chcąc dokądś podejść.

## Genetyka
Wyróżnia się dwa warianty tego schorzenia: 
- postać klasyczną (Thomsena) dziedziczącą się autosomalnie dominująco (OMIM 160800)
- i postać Beckera o dziedziczeniu recesywnym (OMIM 255700)

U podłoża tej choroby leżą mutacje w genie CLCN1 znajdującym się na chromosomie 7 w locus 7q35, powodujące zaburzenia w funkcjonowaniu kanału chlorkowego CIC-1 (kanałopatia chlorkowa), które mają znaczenie w repolaryzacji mięśni.

## Rozpoznanie
Diagnostyka miotonii Thomsena opiera się na analizie rodowodu chorego i badaniu EMG, w którym obecność ciągów miotonicznych potwierdza chorobę. 

## Leczenie
Leczenie polega na stosowaniu leków stabilizujących błonę komórkową (fenytoina) oraz przeciwarytmicznych (meksyletyna).

## Historia
Choroba została po raz pierwszy opisana przez cierpiącego na nią XIX-wiecznego duńskiego lekarza Juliusa Thomsena.